# When You're Looking Like That
When You're Looking Like That är en låt av det irländska pojkbandet Westlife, från albumen Coast to Coast och World of Our Own. Låten släpptes 2001-11-05, endast i Australien och i Europa. Låtmakare är Rami Yacub, Andreas Carlsson och Max Martin och den spelades in i juli 2000 i Cheiron Studios i Stockholm, med Rami som procucent.